# Виноградовский сельсовет (Амурская область)
Виногра́довский сельсове́т — упразднённое сельское поселение в Бурейском районе Амурской области.
Административный центр — село Виноградовка.

## История
11 ноября 2005 года в соответствии с Законом Амурской области № 92-ОЗ муниципальное образование наделено статусом сельского поселения.
Упразднён в январе 2021 года в связи с преобразованием муниципального района в муниципальный округ.

## Население
| 2002 | 2010 | 2011 | 2012 | 2013 | 2014 | 2015 |
| ---- | ---- | ---- | ---- | ---- | ---- | ---- |
| 622  | ↘526 | ↘524 | ↘519 | ↘492 | ↘483 | ↘476 |
| 2016 | 2017 | 2018 |      |      |      |      |
| ↘470 | ↘454 | ↘438 |      |      |      |      |

## Состав сельского поселения
| № | Населённый пункт | Тип населённого пункта       | Население |
| - | ---------------- | ---------------------------- | --------- |
| 1 | Виноградовка     | село, административный центр | ↘438      |